# آنتونی اوگوگو
آنتونی اوگوگو (انگلیسی: Anthony Ogogo؛ زادهٔ ۲۴ نوامبر ۱۹۸۸) بوکسور، و کشتی‌گیر کشتی حرفه‌ای اهل بریتانیا است.